# Первенство СССР между командами союзных республик по шахматам 1969
Первенство СССР между командами союзных республик по шахматам 1969 года было 11-м по счёту.
Соревнование проводилось в двух группах, составленных по итогам шахматного турнира IV Спартакиады народов СССР (Москва, 1967 г.).
Игра велась на 12 досках. В состав команды входили 6 мужчин (+ запасной), 3 юноши, 2 женщины, 1 девушка.
По условиям соревнования, команды, занявшие два последних места в классе сильнейших, должны были покинуть элитный дивизион, а вместо них право участвовать в следуюшем командном чемпионате страны получали две команды, победившие во второй лиге.

## Итоговые результаты

### Группа «А»
Соревнование в классе сильнейших проходило в Грозном с 20 ноября по 4 декабря. Главным судьей был назначен Л. А. Абрамов.
Турнир ознаменовался ожесточенной борьбой за золотые и бронзовые медали. В обоих случаях конкурентов разделили пол-очка. Сборная Москвы, несмотря на два поражения по ходу турнира, смогла опередить ленинградскую команду. Большое значение имела личная встреча команд, в которой москвичи победили с перевесом в 2 очка. В седьмом туре ленинградская команда допустила еще одну осечку: в матче со сборной Латвийской ССР. Перед заключительным туром московская команда отставала от ленинградской на 8½ очков, имея при этом в запасе матч со сборной Казахской ССР (ленинградцы были свободны от игры). В случае, если бы сборная Москвы выиграла в последнем туре со счетом 8½ : 3½, предстоял дополнительный матч за золотые медали. Несмотря на упорное сопротивление казахстанских шахматистов, сборная Москвы смогла набрать нужное количество очков и единолично занять первое место. Команды Украинской, Грузинской и Латвийской ССР провели соревнование неровно. В последний день украинская команда проиграла с минимальным счетом сборной РСФСР, но грузинская и латвийская команды не смогли ее догнать: латвийцы завершили вничью матч с белорусами, а сборная Грузинской ССР смогла выиграть матч у азербайджанской команды со счетом 8 : 4, но этого оказалось недостаточно. Неожиданностью турнира стало неудачное выступление сборной РСФСР, во второй раз в истории оставшейся без медалей командного чемпионата страны. Команды Казахской и Азербайджанской ССР не смогли конкурировать с другими командами за место в высшей лиге и с большим отставанием заняли два последних места.
|   | Участник            | 1  | 2  | 3  | 4  | 5  | 6  | 7  | 8  | 9  |  | Очки | Место |
| - | ------------------- | -- | -- | -- | -- | -- | -- | -- | -- | -- |  | ---- | ----- |
| 1 | Москва              |    | 7  | 6½ | 5½ | 8  | 5½ | 8  | 9  | 8  |  | 57½  | 1     |
| 2 | Ленинград           | 5  |    | 6½ | 7  | 5  | 6½ | 8  | 10 | 9  |  | 57   | 2     |
| 3 | Украинская ССР      | 5½ | 5½ |    | 9½ | 4½ | 5½ | 6  | 8½ | 9  |  | 52   | 3     |
| 4 | Грузинская ССР      | 6½ | 5  | 2½ |    | 8  | 7½ | 6½ | 7½ | 8  |  | 51½  | 4—5   |
| 5 | Латвийская ССР      | 4  | 7  | 7½ | 4  |    | 7½ | 6  | 7  | 8½ |  | 51½  | 4—5   |
| 6 | РСФСР               | 6½ | 5½ | 6½ | 4½ | 4½ |    | 7  | 8½ | 6  |  | 49   | 6     |
| 7 | Белорусская ССР     | 4  | 4  | 6  | 5½ | 6  | 5  |    | 6½ | 9½ |  | 46½  | 7     |
| 8 | Казахская ССР       | 3  | 2  | 3½ | 4½ | 5  | 3½ | 5½ |    | 7½ |  | 36½  | 8     |
| 9 | Азербайджанская ССР | 4  | 3  | 3  | 4  | 3½ | 6  | 2½ | 4½ |    |  | 30½  | 9     |

### Составы команд
Запасные участники отмечены звездочками.

#### Москва
Бронштейн, Холмов, Васюков, Либерзон, Авербах, Шамкович, Лейн*, Балашов, Шварц, Веселовский, Кушнир, Медяникова, Титоренко

#### Ленинград
Тайманов, Фурман, Оснос, Файбисович, Радашкович, Марк Цейтлин, Лявданский*, Иоффе, А. Вернер, Сазонтьев, Кристол, Бажина (Ананьева), Левитина

#### Украинская ССР
Штейн, Платонов, Савон, Подгаец, Жидков, Б. Коган, Сахаров*, Штейнберг, Белявский, Кудишевич, Морозова, Острий, Л. Семёнова

#### Грузинская ССР
Гуфельд, Георгадзе, Буслаев, Ломая, ???, Извозчиков, Гургенидзе*, Убилава, ???, ???, Александрия, Хугашвили, Кобаидзе

#### Латвийская ССР
Гипслис, Клован, Шмит, ???, ???, Гутман, ???, Петкевич*, ???, ???, Кивлан, Кловане, Рожлапа, Тагере

#### РСФСР
А. Зайцев, Антошин, Жуховицкий, Лейн, А. Захаров, ???, Аверкин*, ???, ???, ???, Козловская, ???, Алехина

#### БССР
Болеславский, Капенгут, Вересов, Купрейчик, ???, Шагалович, Желяндинов*, Дыдышко, ???, ???, Зворыкина, ???, ???

#### Казахская ССР
Ю. Никитин, Каталымов, Синявский, Муратов, Винкель, ???, Середенко*, Кашляк, ???, ???, Старченко, ???, ???

#### Азербайджанская ССР
Багиров, Павленко, В. Макогонов, Приворотский, Ованесян, Моргулев, Листенгартен*, Сидеиф-Заде, ???, ???, Затуловская, ???, Э. Алиева

### Лучшие индивидуальные результаты
В случае, если участник играл без замен, количество партий (8) не указывается.
1. Штейн (Украинская ССР) — 6;
2. Фурман (Ленинград) — 5½;
3. Шмит (Латвийская ССР) — 5½;
4. Подгаец (Украинская ССР) — 6;
5. Авербах (Москва) — 4½ из 7;
6. Шамкович (Москва) — 6 из 7;
7. Балашов (Москва) — 6;
8. Панченко (РСФСР) — 7;
9. Сазонтьев (Ленинград) — 6½;
10. Александрия (Грузинская ССР) — 6;
11. Хугашвили (Грузинская ССР) — 6;
12. Кобаидзе (Грузинская ССР) — 6.

Лучший результат среди запасных участников показал Середенко (Казахская ССР).

### Группа «Б»
Соревнование проходило в Ташкенте с 18 по 30 ноября. Главный судья турнира — Б. А. Крапиль.
В борьбе за повышение в классе преуспели шахматисты из Армянской и Узбекской ССР. В личной встрече сильнее были армянские спортсмены, но они проиграли матч сборной Таджикской ССР, занявшей последнее место (армянские шахматисты приехали к началу турнира в неполном составе, и в первых двух турах на одной из досок им были засчитаны технические поражения). Конкуренцию лидерам составили шахматисты из Эстонской и Молдавской ССР. Перед последним туром лидировала армянская сборная, на пол-очка отставала узбекская команда, еще на пол-очка — эстонцы, молдавская команда также сохраняла шансы на призовое место. В последнем туре эстонская и молдавская сборные играли между собой. Победу с минимальным счетом одержали эстонские шахматисты. Лидеры соревновались, кто добьется большего перевеса в матчах с аутсайдерами. Армянская команда победила туркменскую сборную со счетом 8 : 4, узбекская команда вела со счетом 8 : 3 в матче с таджикскими шахматистами. При этом оставалась одна незаконченная партия: Е. Мухин в течение длительного времени пытался выиграть ферзевый эндшпиль с лишней пешкой у Р. Левита. В итоге Левит добился ничьей, и команды Армянской и Узбекской ССР набрали равное количество очков.
|   | Участник        | 1  | 2  | 3  | 4  | 5  | 6  | 7  | 8  |  | Очки | Место |
| - | --------------- | -- | -- | -- | -- | -- | -- | -- | -- |  | ---- | ----- |
| 1 | Армянская ССР   |    | 7  | 6  | 7  | 8½ | 10 | 8  | 5½ |  | 52   | 1—2   |
| 2 | Узбекская ССР   | 5  |    | 7½ | 7  | 9  | 7  | 8  | 8½ |  | 52   | 1—2   |
| 3 | Эстонская ССР   | 6  | 4½ |    | 6½ | 8  | 8½ | 8  | 8  |  | 49½  | 3     |
| 4 | Молдавская ССР  | 5  | 5  | 5½ |    | 6  | 9  | 9½ | 7  |  | 47   | 4     |
| 5 | Киргизская ССР  | 3½ | 3  | 4  | 6  |    | 5½ | 6  | 7½ |  | 35½  | 5     |
| 6 | Литовская ССР   | 2  | 5  | 3½ | 3  | 6½ |    | 6½ | 8½ |  | 35   | 6     |
| 7 | Туркменская ССР | 4  | 4  | 4  | 2½ | 6  | 5½ |    | 7  |  | 33   | 7     |
| 8 | Таджикская ССР  | 6½ | 3½ | 4  | 5  | 4½ | 3½ | 7  |    |  | 32   | 8     |

### Лучшие индивидуальные результаты
1. Кудряшов (Туркменская ССР) — 5½;
2. Г. Борисенко (Узбекская ССР);
3. Е. Мухин (Узбекская ССР);
4. Кярнер (Эстонская ССР);
5. Гарибян (Армянская ССР);
6. Н. Попов (Молдавская ССР);
7. Шустерман (Молдавская ССР);
8. Г. Агзамов (Узбекская ССР) — 6;
9. В. Борисенко (Узбекская ССР);
10. Агабабян (Армянская ССР);
11. Мкртычан (Узбекская ССР) — 7.